# Matthias Weidenhöfer
Matthias Weidenhöfer (ur. 16 kwietnia 1985 w Achim) – niemiecki aktor głosowy, teatralny, filmowy i telewizyjny, także producent.

## Życiorys
Urodził się i dorastał w Achim w pobliżu Bremy z dwójką rodzeństwa. Jego matka pochodzi z Urugwaju, a ojciec z Wümmingen, dzielnicy Ottersberg. W wieku czternastu lat był producentem programu telewizyjnego na kanale Offenen Kanal Bremen Umland TV.
W latach 2007−2010 studiował aktorstwo w Akademii Filmu i Telewizji (Hochschule für Film und Fernsehen) w Poczdamie. Grał w przedstawieniach Iwanow (2007) w tytułowej roli, Tramwaj zwany pożądaniem (2007) jako Stanley Kowalski,  Poskromienie złośnicy (2008) jako Petrucchio, Marinelli (2008) i Tkanka kłamstw (2009) Sama Sheparda jako Baylor.

## Filmografia

### Filmy fabularne
- 2006: Heteros Nomos
- 2010: Krankheit der Jugend jako Freder
- 2011: Tożsamość (Unknown) jako strażnik kontrolujący pokój hotelowy
- 2011: Popękana skorupa (Die Unsichtbare) jako Christoph Werner
- 2013: Mantrailer - Spuren des Verbrechens (TV) jako Cem Deniz
- 2013: Männer zeigen Filme & Frauen ihre Brüste jako David Wendlandt
- 2014: Frauenherzen (TV) jako mężczyzna z gitarą
- 2014: Wir tun es für Geld (TV) jako Bernd
- 2015: Syn Winnetou (Winnetous Sohn) jako Winnetou
- 2015: Fritz Bauer kontra państwo (Der Staat gegen Fritz Bauer) jako Zvi Aharoni
- 2016: Der Hafenpastor und das Blaue vom Himmel (TV) jako Hanno

### Seriale TV
- 2007: Tatort: Die Anwältin jako lekarz Loof
- 2011: Ein starkes Team jako policjanci w cywilu na cmentarzu
- 2011: Tatort: Mauerpark jako Kripo
- 2012: Wilsberg jako Kevin Erdel
- 2014: Tatort: Brüder jako Mesut Sömnez 'Sunny'
- 2014: Küstenwache jako Lukas Hakonsen
- 2015: Kobra – oddział specjalny – odc. Vendetta jako Boschko
- 2015: Großstadtrevier jako Thomas Wenger
- 2015: Unter Gaunern jako Ole Mommsen
- 2015: SOKO Köln jako Robert Stockinger
- 2015: Tatort: Borowski und der Himmel über Kiel jako Furkan
- 2016: Der letzte Cowboy jako Andy Huhn
- 2016: Löwenzahn jako Marcius
- 2016: Die Diplomatin jako Alexander Lorenz
- 2016: Tatort: Du gehörst mir jako Yago Torres
- 2016: Berlin Station jako asystent BfV
- 2017: Die Spezialisten - Im Namen der Opfer jako Henrik Mertens